# Pristimantis pirrensis
Pristimantis pirrensis é uma espécie de anfíbio anuro da família Strabomantidae. Está presente no Panamá. A UICN classificou-a como deficiente de dados.